# George Helmy
George Samir Helmy (Jersey City, New Jersey, 1979. október 27. –) amerikai politikus, 2024-ben az Egyesült Államok szenátora New Jersey államból. A Demokrata Párt tagja, Phil Murphy kormányzó nevezte ki Bob Menendez lemondása után, 2019 és 2023 között Murphy kabinetfőnöke volt. Az első kopt-amerikai szenátor.
Jersey Cityben született, a Rutgers Egyetemen végezte tanulmányait. 2011-ig republikánus volt, amit követően független szavazóként volt regisztrálva 2024-ig. Helmy 2024 novemberében lemondott, miután a 2024-es választások eredményét megerősítették, hogy rangidősséget adjon New Jersey új szenátorának.